# Infancia violenta
Infancia violenta es una película mexicana del año 1993 del género acción y terror, protagonizada por Felicia Mercado, Sebastián Ligarde, Rodolfo Rodobertti y Victor Hugo Martínez, y dirigida por Roberto Marroquín. La película fue estrenada en el año 1993 en México y estuvo 15 días en las carteleras de los cines mexicanos.

## Trama
Un joven roba la pistola de su padre policía y con sus amigos va dejando un sendero de sangre evidente. Al enterarse de esto los padres comienzan a observar desgarradoras imágenes de los crímenes que realizó su hijo.